# Marita Jensen
Marita Julsø Jensen (født 6. juli 1991 i København) er en cykelrytter fra Danmark, der kører for Team Friis ABC ACR. Hun er uddannet ingeniør.

## Karriere
I april 2019 kørte Marita Jensen sit første løb som licensrytter. 23. august 2020 endte hun på fjerdepladsen ved linjeløbet ved DM i landevejscykling, kun overgået af tre professionelle ryttere fra udenlandske hold. Samme år endte hun på den samlede andenplads ved DCU Ladies Cup.
Ved DM i linjeløb 2021 gentog Marita Jensen sin fjerdeplads fra 2020, igen kun overgået af tre professionelle ryttere.
Den 1. oktober 2023 vandt hun sidste afdeling af Uno-X Ladies Cup, og for tredje år i træk blev samlet vinder af løbsserien.
I juni 2025 blev hun udtaget til det danske landshold der skulle køre World Tour-løbet Copenhagen Sprint.